# The Great Ice Rip-Off
Pour plus de détails, voir Fiche technique et Distribution.
The Great Ice Rip-Off est un téléfilm américain de Dan Curtis et diffusé le 6 novembre 1974 sur ABC.

## Synopsis
Un policier à la retraite tente d'arrêter un astucieux voleur de diamants et ses complices.

## Fiche technique
- Titre original : The Great Ice Rip-Off
- Réalisation : Dan Curtis
- Scénario : Andrew Peter Marin
- Montage : Richard A. Harris
- Directeur de la photographie : Paul Lohmann
- Décors : Bill Malley (en)
- Musique : Bob Cobert
- Effets spéciaux de maquillage : Michael Westmore (en)
- Producteur : Dan Curtis
- Producteur associé : Robert Singer
- Compagnies de production : Dan Curtis Productions - ABC Circle Films
- Compagnie de distribution : ABC
- Genre : Comédie policière
- Pays :  États-Unis
- Durée : 75 minutes[1]
- Date de diffusion :  États-Unis : 6 novembre 1974[2]

## Distribution
- Lee J. Cobb : Willy Calso
- Gig Young : Harkey Rollins
- Matt Clark : Georgie
- Robert Walden : Checker
- Geoffrey Lewis : Archie
- Grayson Hall : Ellen Calso
- Jerry August : Thompson
- Jason Dunn : Peterson
- Hank Garrett : Sam
- Basil Hoffman : Richards
- Marcia Lewis : Madame Gilmour
- Frank Ventgen : Stein